# 앤디 콜
앤드루 알렉산더 "앤디" 콜(Andrew Alexander "Andy" Cole, 1971년 10월 15일~)은 잉글랜드의 전 축구 선수이다.
과거 뉴캐슬 유나이티드에서 1993-94 시즌 34골을 기록하며 프리미어리그 득점왕에 올랐고, 이후 맨체스터 유나이티드에서 활동하면서 트레블의 영광을 누리기도 하였다. 2001년 이후 프리미어리그의 여러팀에서 활동한 경력이 있으며 2008년 고향팀인 노팅엄 포리스트에서 은퇴를 하였다.

## 수상 경력

### 클럽
아스널
- FA 채리티 실드: 1991

뉴캐슬 유나이티드
- 풋볼 리그 1부: 1992-93

맨체스터 유나이티드
- 프리미어리그: 1995-96, 1996-97, 1998-99, 1999-00, 2000-01
- FA컵: 1995-96, 1998-99
- FA 채리티 실드: 1996, 1997
- UEFA 챔피언스리그: 1998-99

블랙번 로버스
- 풋볼 리그 컵: 2001-02

### 개인
- 프리미어리그 득점왕: 1993-94
- PFA 올해의 신인: 1993-94